# Conizonia aresteni
Conizonia aresteni là một loài bọ cánh cứng trong họ Cerambycidae.